# Hồ Tùng Mậu
Hồ Bá Cự còn được biết đến nhiều hơn là Hồ Tùng Mậu (15 tháng 6 năm 1896 – 23 tháng 7 năm 1951) là một nhà hoạt động cách mạng và chính khách Việt Nam. Ông từng là đảng viên của cả Đảng Cộng sản Trung Quốc và Đảng Cộng sản Việt Nam, thành viên Ban Chấp hành Trung ương Đảng Cộng sản Việt Nam, Tổng Thanh tra Ban Thanh tra Chính phủ.

## Thân thế
Hồ Tùng Mậu tên thật là Hồ Bá Cự, sinh ngày 15 tháng 6 năm 1896 tại làng Quỳnh Đôi, huyện Quỳnh Lưu, tỉnh Nghệ An. Ông sinh ra trong một gia đình có truyền thống chống Pháp. Ông nội ông là Hồ Bá Ôn, hi sinh trong trận chiến với Pháp năm 1883. Cha ông là Hồ Bá Kiện, một chí sĩ trong phong trào Văn Thân, bị thực dân Pháp bắt giam và bắn chết trong khi vượt ngục tại Lao Bảo năm 1915.

## Thoát ly gia đình hoạt động cách mạng
Chịu ảnh hưởng sâu sắc của cha, năm 1916, ông thoát ly gia đình, dạy học ở hai huyện Thanh Chương và Anh Sơn (Nghệ An) mong tìm được bạn cùng chí hướng.
Năm 1919, với bí danh Hồ Tùng Mậu, ông cùng với Lê Hồng Sơn, Ngô Chính Học, Nguyễn Thị Tích, Đặng Quỳnh Anh, dưới sự dẫn đường của Đặng Xuân Thanh, bí mật xuất dương sang Lào rồi sang Xiêm. Sau ba tháng ở Trại Cày ở Bản Đông (tỉnh Phì Chịt), tháng 7 năm 1920, ông cùng Lê Hồng Sơn được cụ Đặng Thúc Hứa bố trí vượt biển sang Quảng Châu (Trung Quốc). Ông ở trọ nhà của chí sĩ Hồ Học Lãm, một họ hàng gần của ông (vai chú), học tiếng Anh, tiếng Trung Quốc, rồi học trường Trung học An Định và trường Bưu điện.
Năm 1923, ông cùng Lê Hồng Sơn, Lê Hồng Phong, Phạm Hồng Thái,... thành lập nhóm Tâm Tâm Xã, một tổ chức thanh niên mang tư tưởng phục quốc, hoạt động chính trị với mục đích giành độc lập cho Việt Nam khỏi chế độ thực dân Pháp. Tháng 3 năm 1924, ông được Phan Bội Châu giao nhiệm vụ mang tài liệu về nước tuyên truyền và vận động thanh niên xuất dương, nhưng đến tháng 7 năm 1924, được tin Phạm Hồng Thái mưu sát Toàn quyền Martial Henri Merlin, ông trở lại Quảng Châu.
Tháng 11 năm 1924, Nguyễn Ái Quốc từ Liên Xô về Quảng Châu, tiếp xúc với một số thành viên của Tâm Tâm xã, kết nạp các thành viên này vào tổ chức Cộng sản đoàn. Trong số các thành viên này có Hồ Tùng Mậu và Lê Hồng Sơn.
Hồ Tùng Mậu nhanh chóng trở thành một trong những thành viên tích cực trong việc phát triển Hội. Trong quá trình hoạt động cách mạng, ông còn sử dụng một số bí danh khác như Lương, Ích, Phan Tái, Hồ Mộng Tống, Hồ Quốc Đống, Hồ Tùng Tôn, Ninh Võ, Hà Quị, Yên Chính, Lương Gầy, Lương Tử Anh.
Tháng 6 năm 1925, Nguyễn Ái Quốc thành lập Việt Nam Thanh niên Cách mạng đồng chí Hội trên cơ sở Cộng sản đoàn và mở lớp huấn luyện chính trị cho thanh niên ở trong nước sang học tập. "Ban huấn luyện chính trị đặc biệt" của Hội đặt ở ngôi nhà số 13 đường Văn Minh (Quảng Châu). Hồ Tùng Mậu và Lê Hồng Sơn là giảng viên phụ giảng của Nguyễn Ái Quốc.

## Vận động lập Đảng Cộng sản
Tháng 3 năm 1926, Nguyễn Ái Quốc giới thiệu ông gia nhập Đảng Cộng sản Trung Quốc. Năm 1927, ông bị chính quyền Trung Quốc Quốc dân Đảng bắt giam 3 lần, lần lâu nhất bị giam 5 tháng, nhưng cuối cùng ông được trả tự do cùng một số người khác. Tháng 8 năm 1928, ông lại bị bắt giam tới tháng 11 năm 1929. Sau khi được thả, ông đến Hồng Kông. Tại đây, ông gia nhập Chi bộ Hải ngoại của An Nam Cộng sản Đảng. Cũng trong thời gian này, thực dân Pháp đã cho lập phiên tòa ở Nghệ An để xử vắng mặt và kết án tử hình Hồ Tùng Mậu với tội danh "Vận động lập Đảng Cộng sản, xúi giục đưa người ra nước ngoài, mưu đồ phản loạn".
Đầu năm 1930, Nguyễn Ái Quốc đến Hồng Kông, tổ chức Hội nghị hợp nhất các tổ chức cộng sản Việt Nam. Hồ Tùng Mậu là một trong bảy thành viên tham dự Hội nghị thành lập Đảng ngày 3 tháng 2 năm 1930 tại Cửu Long (Hương Cảng), do Nguyễn Ái Quốc thay mặt Quốc tế Cộng sản chủ trì. Hồ Tùng Mậu và Lê Hồng Sơn tham dự Hội nghị với tư cách "Cán bộ lãnh đạo ở hải ngoại", tham gia thành lập Đảng Cộng sản Việt Nam.

## Giải thoát Nguyễn Ái Quốc và cuộc sống lưu đày
Ngày 6 tháng 6 năm 1931, nhận được tin Nguyễn Ái Quốc bị cảnh sát Anh bắt tại Hương Cảng, ông cùng Trương Vân Lĩnh liên hệ với Hội Quốc tế Cứu tế Đỏ nhờ can thiệp và vận động luật sư Francis Henry Loseby bào chữa, buộc chính quyền thực dân Anh phải trả tự do cho Nguyễn Ái Quốc. Ông cũng nhanh chóng liên lạc và báo cáo cho cơ quan Đông Phương bộ của Quốc tế Cộng sản và tổ chức Đảng Cộng sản Trung Quốc, nhờ giúp đỡ giải thoát cho lãnh tụ Nguyễn Ái Quốc.
Nhờ sự tích cực của ông, Vụ án Tống Văn Sơ diễn ra theo chiều hướng có lợi. Tuy nhiên, đến ngày 30 tháng 6 năm 1931, Hồ Tùng Mậu bị chính quyền thực dân Anh bắt giam với lý do hoạt động chống nhà cầm quyền Hồng Kông, nhưng vì không đủ chứng cứ buộc tội nên họ trục xuất ông khỏi Hương Cảng, đồng thời thông tin cho mật thám Pháp đón lõng bắt ông tại Thượng Hải.
Ngày 26 tháng 6 năm 1931, ông bị mật thám Pháp bắt giữ ngay khi vừa đặt chân đến Thượng Hải. Ông bị giải về tô giới Pháp rồi bị đưa về Việt Nam xét xử. Ông bị chính quyền thực dân Pháp tuyên án tử hình tại phiên tòa ngày 6 tháng 12 năm 1931 tại Nghệ An, nhưng sau đó được giảm xuống thành án chung thân khổ sai.
Ông trải qua các nhà lao Vinh, Lao Bảo, sau đó mới đến nhà đày Kontum. Tại ngục Kontum, ông tham gia sáng lập "Hội tao đàn ngục thất", lấy thơ văn để nuôi dưỡng chí khí chiến đấu.
Trong những năm sau đó, ông bị đày qua nhà đày Buôn Ma Thuột, rồi ngục Trà Khê. Mãi đến ngày 9 tháng 3 năm 1945, Nhật đảo chính Pháp, ông cùng các đồng chí của mình vượt ngục Trà Khê, trở về quê nhà tại làng Quỳnh Đôi, Nghệ An. Bấy giờ, Chính phủ Trần Trọng Kim có mời ông ra làm cố vấn, nhưng ông dứt khoát từ chối.

## Tham gia kháng chiến
Sau khi Cách mạng tháng Tám thành công, ông nhận được giấy mời ra Hà Nội của Chính phủ Cách mạng lâm thời Việt Nam Dân chủ Cộng hòa. Tại đây, ông gặp lại người bạn cũ Lê Thiết Hùng và được Chủ tịch Hồ Chí Minh giao nhiệm vụ làm Chính ủy và Khu trưởng Khu 4 (nay là Quân khu 4) để chuẩn bị cho nguy cơ chiến tranh đang đến gần. Ông giữ chức vụ Chính ủy Khu 4 từ tháng 10 năm 1945 đến tháng 11 năm 1946. Ông cũng đồng thời làm Giám đốc kiêm Chính ủy Trường Quân chính Nhượng Bạn, Cẩm Xuyên, Hà Tĩnh. Năm 1947, ông được cử giữ chức Chủ tịch Ủy ban Kháng chiến Liên khu IV, đồng thời được bầu làm Ủy viên Thường vụ Liên khu ủy.
Ngày 19 tháng 3 năm 1948, Hồ Mỹ Xuyên, con trai duy nhất của ông, trên đường công tác tại địa phận Lục Yên, tỉnh Yên Bái, đã bất ngờ lâm nạn và hy sinh khi tuổi đời vừa tròn 28. Đích thân Chủ tịch Hồ Chí Minh tự tay đánh máy chữ, gửi thư chia buồn tới gia đình ông.
Ngày 18 tháng 12 năm 1949, Chủ tịch Hồ Chí Minh ký Sắc lệnh thành lập Ban Thanh tra Chính phủ và cử ông giữ chức vụ Tổng Thanh tra. Đầu năm 1950, Hội Hữu nghị Việt - Hoa được thành lập. Ông được bầu làm Hội trưởng đầu tiên của Hội. Tại Đại hội Đảng lần thứ II vào tháng 2 năm 1951, ông được bầu là Ủy viên dự khuyết Ban Chấp hành Trung ương Đảng.

## Hy sinh
Ngày 23 tháng 7 năm 1951, ông hy sinh trên đường đi vào Liên khu IV công tác, do bị máy bay địch Pháp phát hiện và bắn chết tại Phố Còng, huyện Tĩnh Gia, tỉnh Thanh Hóa.
Tuy nhiên, nguyên nhân cái chết của Hồ Tùng Mậu vẫn còn nhiều nghi vấn. Theo sử gia Laura Calkins, có rất nhiều tin đồn xung quanh cái chết của Hồ Tùng Mậu. Một giả thiết đưa ra là Hồ Tùng Mậu tự tử vì trách nhiệm của ông trong vụ nạn đói ở Thanh Hóa. Tình báo của Pháp xác nhận bí mật với quan chức Mỹ rằng ông đã bị bắn hạ.

## Công trình gắn liền với tên tuổi của Hồ Tùng Mậu
Sau khi được tin ông hy sinh, Chủ tịch Hồ Chí Minh ký sắc lệnh truy tặng Huân chương Hồ Chí Minh và tự tay viết Lời điếu viếng ông, trong đó có đoạn: "Chú Tùng Mậu ơi! Lòng ta rất đau xót, linh hồn chú biết chăng? Về tình nghĩa riêng - tôi với chú là đồng chí, lại là thân thiết hơn anh em ruột. Khi hoạt động ở đất khách quê người, khi bị giam ở lao tù đế quốc, khi tranh đấu ở nước nhà... đã bao phen chúng ta đồng cam cộng khổ như tay với chân". "Mất chú, đồng bào mất một người lãnh đạo tận tụy, Chính phủ mất một người cán bộ lão luyện, đoàn thể mất một người đồng chí trung thành và tôi mất một người anh em chí thiết! Mấy nguồn thương tiếc! Mấy nguồn thương tiếc cộng vào một lòng tôi...".
Ngày 22 tháng 8 năm 1951, khi đoàn đại biểu Việt Nam Dân chủ Cộng hoà do Hoàng Quốc Việt dẫn đầu đến Bình Nhưỡng (Triều Tiên), Ủy Ban Trung Ương Đảng Cộng Sản Trung Quốc gửi lời chia buồn đến sự hi sinh của Hồ Tùng Mậu. Họ gọi ông là "người cách mạng cao quý", nhưng không nhắc đến việc ông là Đảng viên Đảng Cộng Sản Trung Quốc lâu năm.
Năm 2008, ông được truy tặng Huân chương Sao Vàng, huân chương cao quý nhất của nhà nước Việt Nam.
Tên ông được đặt cho nhiều đường phố và trường học tại Việt Nam. Tên ông cũng là của một xã cùng tên ở huyện Ân Thi, Hưng Yên. Ở Hà Nội, tên ông được đặt cho đoạn Quốc lộ 32 từ phường Cầu Diễn thuộc quận Nam Từ Liêm đến địa ngã tư cầu vượt Mai Dịch thuộc quận Cầu Giấy.

## Gia đình
Hồ Tùng Mậu có một vợ người Trung Quốc, tên là Lý Phương Thuận (hay Lý Ưng Thuận, Lý Sâm). Lý Phương Thuận bị cảnh sát Hong Kong bắt khi đang ở cùng với Nguyễn Ái Quốc vào ngày 6 tháng 6 năm 1931 tại Cửu Long, Hương Cảng.
Ông lập gia đình với bà Nguyễn Thị Thảo, nhưng ông bà chỉ có một người con trai duy nhất là Hồ Mỹ Xuyên, sinh năm 1920.
Ông Xuyên hy sinh năm 1947, nhưng trước đó đã lập gia đình với bà Nguyễn Thị Chanh và có với nhau 3 người con, về sau đều trở thành những chính khách cao cấp của Việt Nam là 
- Hồ Anh Dũng, nguyên Tổng giám đốc Đài Truyền hình Việt Nam
- Hồ Ngọc Hải, nguyên Phó Viện trưởng Viện Khoa học Xã hội Việt Nam
- Hồ Đức Việt, nguyên Ủy viên Bộ Chính trị khóa X, nguyên Trưởng ban Tổ chức Trung ương.[10]